# FIAT 3 ½ HP
FIAT 3 ½ HP a Fiat autógyár első személygépkocsi típusa.

## Jellemzése
Aristide Faccioli tervei alapján a személygépkocsi gyártását 1899-ben kezdték el. Gyártásának első évében nyolc darabot, 1900-ban további 18 darabot készítettek belőle. Típusjelzése ellenére motorjának tényleges teljesítménye 4 LE, módosított változata pedig 4,2 LE teljesítményt nyújt. Külső stílusjegyei alapján némileg a lóvontatású kocsikhoz hasonlatos jármű, két egymással szemben elhelyezett üléssorral rendelkezik. Kéthengeres, 679 cm³ lökettérfogatú, vízhűtéses motorját a hátsó ülés alatt helyezték el. A 420 kg önsúlyú jármű hossza 2300 mm, szélessége 1420 mm. Küllős kerekei levegővel felfújt gumiabroncsokkal vannak ellátva. A három fokozatú sebességváltóval felszerelt jármű 35 km/h végsebességet ér el. Száz kilométerenkénti üzemanyagfogyasztása a gyári adatok szerint 8 l. Ismereteink szerint múzeumokban mindössze négy darab maradt fenn belőle.

## Képtár

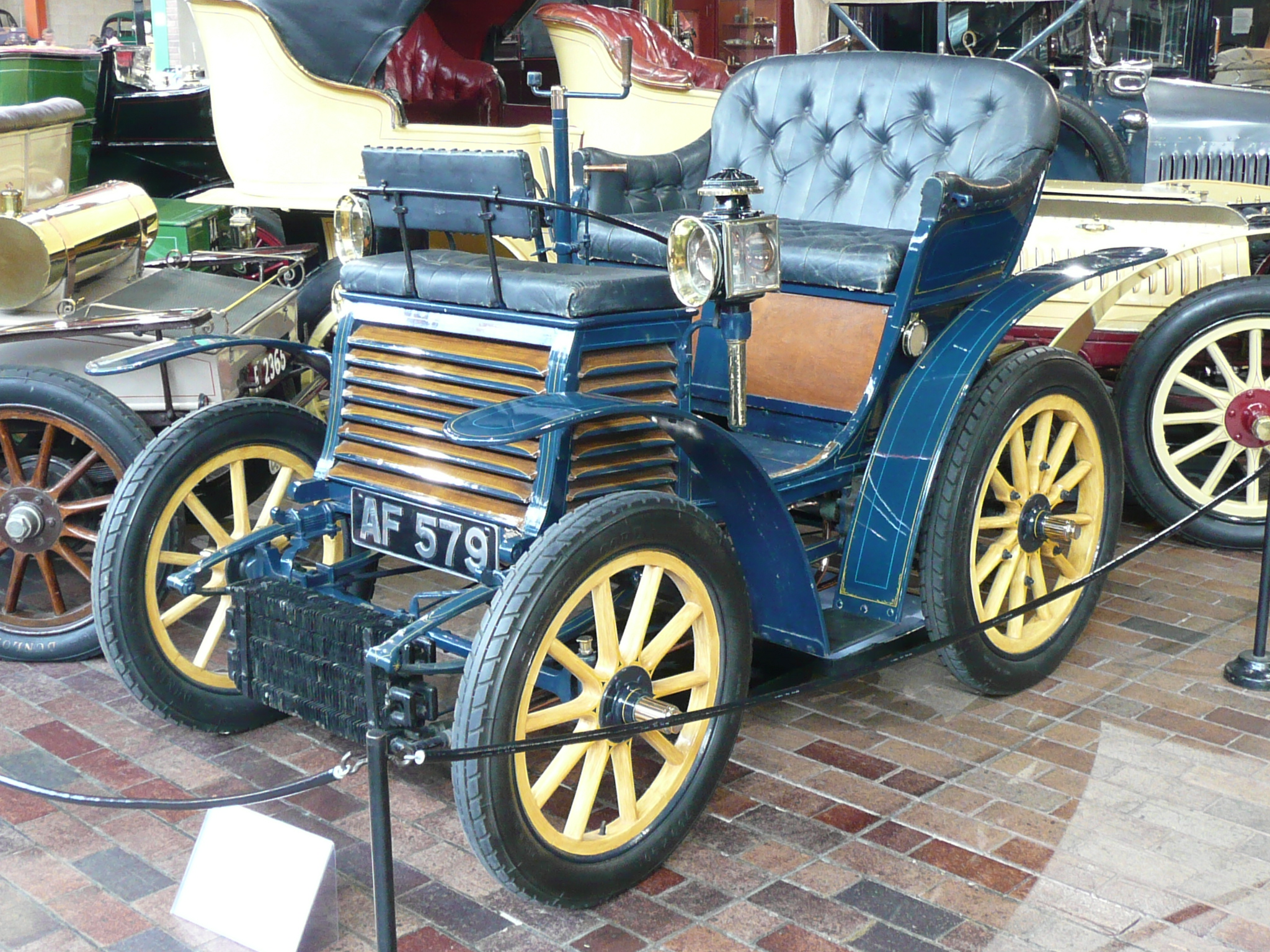
FIAT 3 ½ HP, Nemzeti Motor Múzeum, Nagy Britannia, Beaulieu